# Йожеф Єсмаш
Йожеф Єсмаш (угор. Jeszmás József, 1895, Відень — 14 травня 1934, Будапешт) — угорський футболіст, що грав на позиції нападника. Відомий виступами, зокрема, за клуби «Кішпешт» і «Уйпешт», а також національну збірну Угорщини.

## Клубна кар'єра
Виступав у складі клубу «Кішпешт» у 1916—1920 роках. У сезоні 1919–1920 став з командою срібним призером чемпіонату, відзначившись 11 голами. Влітку 1920 року прийняв пропозицію увійти до складу Угорської професійної команди (УПК), яка за задумом її організатора, німецького бізнесмена, мала проводити виставкові комерційні матчі в різних європейських країнах. Задум, втім, не став успішним, команду невдовзі було розформовано. Футболісти не отримали обіцяних винагород, а також потрапили під дискваліфікацію. Невдовзі гравці отримали можливість повернутись до своїх клубів, завдяки чому Єсмаш зіграв кілька матчів за «Кішпешт» восени 1921 року. Далі грав у чехословацькій команді ДФК Прага у 1921—1923 роках.
До складу «Уйпешт» приєднався у сезоні 1923–1924 разом з колишнім партнером з «Кішпешта» Кальманом Чонтошем. Обидва добре себе проявили: Чонтош забивши 12 м'ячів, а Єсмаш 15, завдяки чому став найкращим бомбардиром чемпіонату. А клуб у підсумку посів третє місце у чемпіонаті. Наступного сезону забив 13 голів, найбільше у команді, але сам «Уйпешт» посів лише 5-те місце.
Сезон 1925—1926 провів в італійській команді «Кремонезе», відзначившись 13-ма голами у 20-ти матчах. Після чого повернувся до «Уйпешта», з яким став срібним призером чемпіонату і фіналістом кубка країни (у самому фіналі не грав).
Протягом сезону 1927—1928 років грав у клубах «Кішпешт» і «Вашаш». У 1928 році під час операції на коліні йому занесли інфекцію, через що він був змушений завершити кар'єру гравця. Пізніше займався боксом.
| Дата       | Місто    | Господарі      | Результат | Гості    | Турнір           | Голи | Примітки |
| ---------- | -------- | -------------- | --------- | -------- | ---------------- | ---- | -------- |
| 23/09/1923 | Будапешт | Угорщина       | 2 – 0     | Австрія  | товариський матч | -    |          |
| 21/05/1925 | Будапешт | Угорщина       | 1 – 3     | Бельгія  | товариський матч | -    |          |
| 19/09/1926 | Відень   | Австрія        | 2 – 3     | Угорщина | товариський матч | 1    | 38'      |
| 24/04/1927 | Прага    | Чехословаччина | 4 – 1     | Угорщина | товариський матч | -    | 46'      |
| Усього     |          | Матчів         | 4         |          | Голів            | 1    |          |

## Досягнення
- Срібний призер чемпіонату Угорщини: (2)

«Кішпешт»: 1919–1920: «Уйпешт»: 1926–1927
- Фіналіст кубка Угорщини: (1)

«Уйпешт»: 1927
- Найкращим бомбардир чемпіонату Угорщини: (1)

«Уйпешт»: 1923–1924 (15 голів)